# Marian Strzelecki (dziennikarz)
Marian Strzelecki (ur. 26 czerwca 1895 w Buturlinowce, zm. 15 kwietnia 1946 w Komorowie) – polski działacz sportowy i dziennikarz, redaktor naczelny Przeglądu Sportowego (1931–1939).

## Życiorys

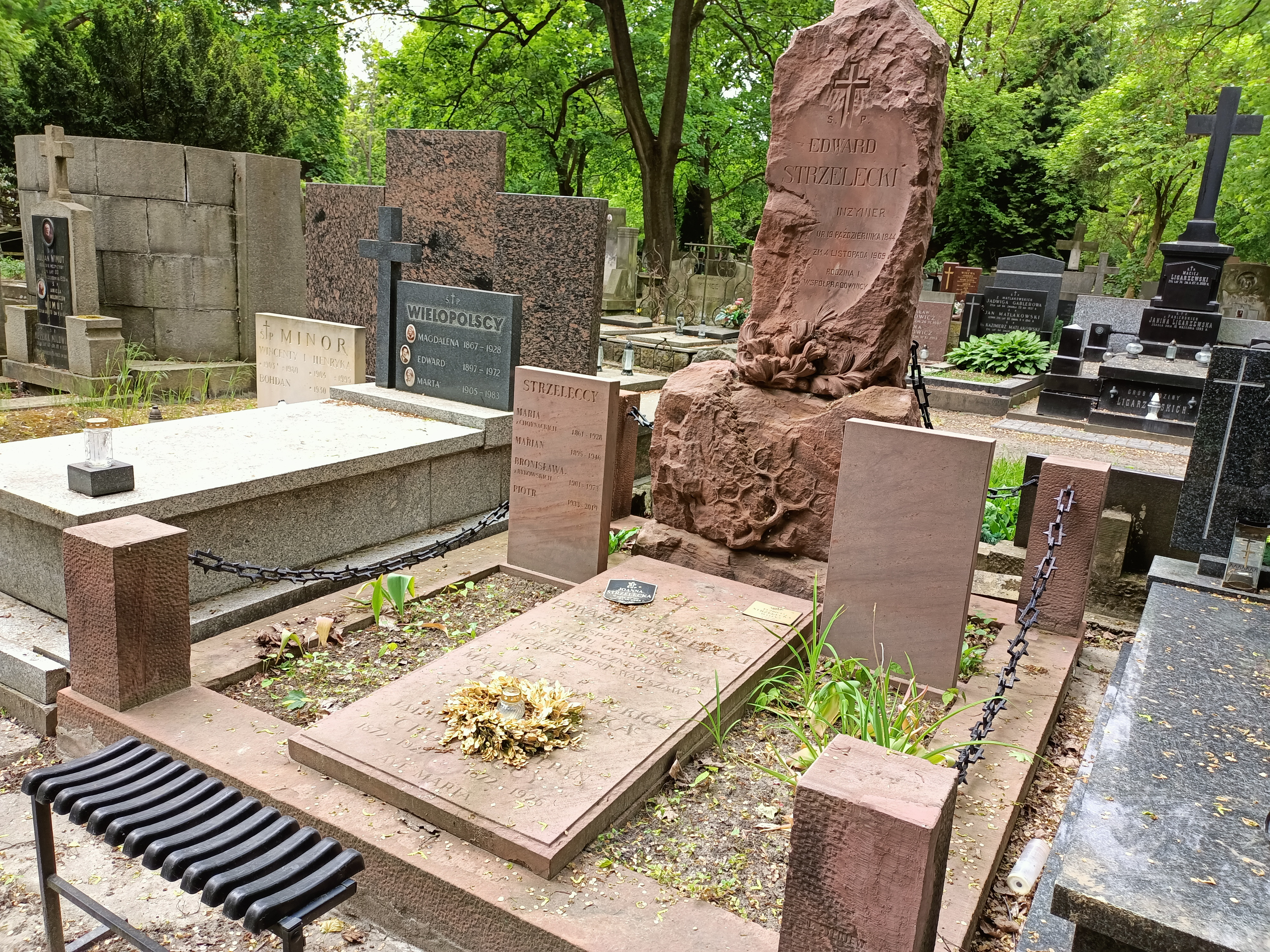
Grób Mariana Strzeleckiego na Cmentarzu Powązkowskim

Od 1906 mieszkał z rodziną w Łodzi. W 1912 organizował drużyny szkolne przy Łódzkim Klubie Sportowym. W czasie I wojny światowej był studentem Wyższej Szkoły Handlowej w Warszawie, którą ukończył w 1918. Od 1915 był członkiem Polonii Warszawa, redagował prasowy organ klubu Echo (1916–1917). W 1918 był członkiem komitetu organizacyjnego warszawskiego Akademickiego Związku Sportowego, jesienią tegoż roku wszedł w skład komitetu redakcyjnego pisma Sport Polski. 
W latach 1918–1921 służył w Wojsku Polskim, m.in. w szeregach 36 pułku piechoty Legii Akademickiej walczył w obronie Lwowa, następnie przebywał na Śląsku, brał udział w akcji plebiscytowej na Górnym Śląsku i III powstaniu śląskim, został odznaczony Krzyżem Walecznych. W latach 1920–1921 współpracował z wydawanym w Bytomiu pismem Sportowiec.
W 1921 uczestniczył w barwach Polonii w rozgrywkach o mistrzostwo Polski, wystąpił w czterech spotkaniach, co dało mu tytuł wicemistrza Polski. Działaczem Polonii pozostawał do 1925. Od 1921 do 1939 współpracował z Kurjerem Warszawskim. W 1923 jako sędzia piłkarski prowadził mecze o mistrzostwo Polski. W latach 1923–1924 był sekretarzem, a w latach 1924–1925 członkiem zarządu Polskiego Komitetu Igrzysk Olimpijskich. W 1925 należał do założycieli Polskiego Kolegium Sędziów (piłkarskich).
W 1924 był redaktorem okręgowym warszawskim tygodnika „Stadjon”. W 1925 został zastępcą redaktora naczelnego przeniesionego z Krakowa do Warszawy Przeglądu Sportowego, w grudniu 1931 został redaktorem naczelnym tego pisma. W latach 1935–1939 był prezesem Oddziału Warszawskiego Związku Dziennikarzy i Publicystów Sportowych RP. W 1936 opublikował powieść Wielka gra (z Aleksandrem Rekszą). W 1937 otrzymał nagrodę dziennikarską Państwowego Urzędu Wychowania Fizycznego i Przysposobienia Wojskowego za całokształt twórczości. W czasie II wojny światowej pracował w organizacjach opieki społecznej. Po wojnie czynił starania o reaktywację Przeglądu Sportowego, ponowne objęcie funkcji redaktora naczelnego uniemożliwiła mu przedwczesna śmierć. Spoczywa na cmentarzu Powązkowskim w Warszawie (kwatera 226-5-3/4).
Jego bratankiem był Edward Strzelecki, redaktor naczelny Przeglądu Sportowego w latach 1951–1970.

## Ordery i odznaczenia
- Krzyż Walecznych
- Srebrny Krzyż Zasługi (19 marca 1931)[3]